# Linhares (Celorico da Beira)
Linhares es una freguesia portuguesa del concelho de Celorico da Beira, distrito de Guarda, con 15,71 km² de superficie y 213 habitantes (2021). Su densidad de población es de 13,6 hab/km².
Linhares se asienta en uno de los contrafuertes de la  Serra da Estrela, a 800 metros de altitud, en las proximidades del pico de Cabeça Alta, que supera los 1200 metros.

## Historia
No es posible determinar el origen de Linhares antes de su conquista por el rey Afonso Henriques, que le otorgó su primera carta foral en 1169, luego renovada por Manuel I en 1510. El rey Juan III elevó la población a sede de concelho y cabeza de un condado, con jurisdicción sobre otros seis municipios.
El concelho de Linhares fue extinguido en 1855, en el contexto de la reforma administrativa del liberalismo.

## Patrimonio
- Castillo de Linhares, reconstruido por el rey D. Dinis, cuya torre del homenaje, con balcones abiertos en el último piso, es buen ejemplo de la arquitectura militar de este rey. De la torre parten dos murallas, entre las que se encerraba la primitiva población, y en una de las cuales se levanta otra torre
- Iglesia parroquial, en cuyo interior se conservan tres tablas atribuidas a Vasco Fernandes.
- Tribuna descubierta que servía de lugar de reunión a los homes bons que resolvían las controversias entre los vecinos
- Pero, sin duda, el principal activo patrimonial de Linhares es su propio casco urbano, en el que hay algunas casas solariegas como la Casa Corte Real o 
la Casa de los Pinas, pero en el que, en construcciones más modestas, abundan las ventanas ornamentadas en estilo manuelino
Estas características justifican la inclusión de Linhares en el conjunto de las Aldeias históricas de Portugal
Linhares impresionó a José Saramago, que en su Viaje a Portugal le dedica un extenso pasaje:

...en medio de la calle hay una tribuna de piedra que antiguamente tenía cubierta y ahora no, y era donde se reunía el ayuntamiento y en voz alta discutían los asuntos municipales a la vista del pueblo[...]

...la mayor parte de los edificios son quinientistas. Es el caso de este palacio, de la magnífica ventana abierta hacia la calle, con sus airosas pilastras laterales, el dintel recortado.[...] El guía [...]luego lo lleva a la iglesia parroquial, donde están las espléndidas tablas atribuidas a Vasco Fernandes [...]Pero tan hermoso como estos cuadros es el arco de la puerta lateral, con dos espléndidas arquivoltas, decorada la exterior con motivos geométricos y la interior con representaciones mixtas que evidencian su origen románico [...]
El castillo debe de haber sido enorme. Lo dicen las dos gigantescas torres de granito, la altura de las murallas, toda la atmósfera de fortaleza que dentro se respira. [...]

En fin, el viajero [...] tiene que marcharse, dejar Linhares, que de lejos tanto se parece a la griega Micenas, y a donde le constó tanto llegar como si a Micenas fuese

## Galería

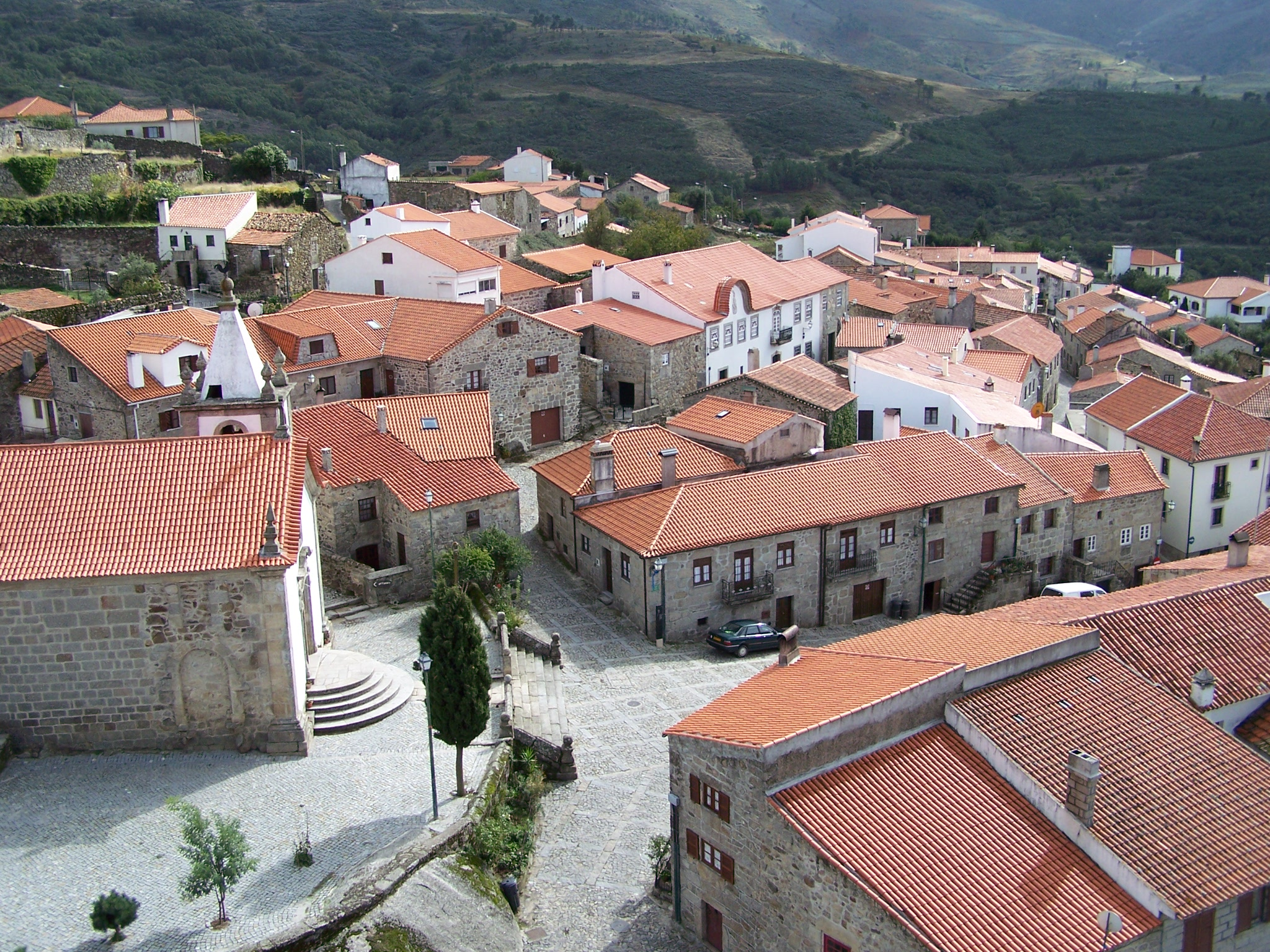
La población desde el Castillo de Linhares da Beira.